# Новояушево (Мечетлинский район)
Новояушево (баш. Яңы Яуыш) — деревня в Мечетлинском районе Республики Башкортостан Российской Федерации. Административный центр Новояушевского сельсовета.

## География

### Географическое положение
Находится на левом берегу реки Ай.
Расстояние до:
- районного центра (Большеустьикинское): 32 км,
- ближайшей ж/д станции (Сулея): 100 км.

## Население
| 1939 | 1959 | 1970 | 1979 | 1989 | 2002 | 2009 |
| ---- | ---- | ---- | ---- | ---- | ---- | ---- |
| 109  | ↗132 | ↗466 | ↘443 | ↗491 | ↗531 | ↘518 |
| 2010 |      |      |      |      |      |      |
| ↗550 |      |      |      |      |      |      |

Национальный состав
Согласно переписи 2002 года, преобладающая национальность — башкиры (99 %).